# Marilyn Brain
Marilyn Brain, po mężu Campbell (ur. 14 kwietnia 1959 w Halifaksie) – kanadyjska wioślarka, srebrna medalistka olimpijska.

## Kariera
Wystąpiła na igrzyskach olimpijskich w Los Angeles w 1984, gdzie osada Kanady w składzie: Marilyn Brain, Angela Schneider, Barbara Armbrust, Jane Tregunno i Lesley Thompson zdobyła srebrny medal w czwórkach ze sternikiem. W finale A o 2,55 sekundy przegrały z osadą Rumunii, a o 1,74 sekundy wyprzedziły Australijki. Był to jej jedyny start olimpijski.
Zajęła też czwarte miejsce w ósemkach na mistrzostwach świata w Duisburgu (1983), gdzie walkę o medal Kanada przegrała z osadą NRD o 2,31 sekundy.
Kształciła się na University of Victoria. W latach 1990-1999 pracowała w Kanadyjskim Związku Wioślarskim (Rowing Canada), a następnie jako trenerka i administratorka. W 2010 została dyrektorką szkoły podstawowej.